# Rovca (pleme)
Rovca (Rovčani), jedno od sedam crnogorskih brdskih plemena sa srednjeg toka rijeke Morače, odnosno u području između Nikšića, Podgorice i Kolašina, dok najveći dio pripada glavnom gradu. Sastoje se od bratstava Bulatovići, Vlahovići, Srezojevići i Sćepanovići koje su utemeljili četiri Gojakova sina Bulat, Vlaho, Srezo(je) i Šćepan. 
Prvi puta se spominju 1477. u turskom defteru (popisu) gdje je popisano stanovništvo radi davanja harača Turcima. 
Rovčani u sastav podlovćenske Crne Gore ulaze još u 18. stoljeću, a ne kako to navodi prosrpska strana, 1820.
U Rovcima se danas nalazi devet naselja: Cerovica, Gornja Rovca, Liješnje, Međuriječje, Mrtvo Duboko, Sreteška Gora, Višnje, Velje Duboko i Vlahovići.
Ostalih šest brdskih plemena su Bjelopavlići, Piperi, Morača, Bratonožići, Kuči i Vasojevići.

## Podrijetlo
Prema narodnom predanju najstariji predak Rovčana bio je Nikša koji je živio u Grblju u Boki. Njegov otac, ban Ilijan, bio je oženjen Jevrosimom, sestrom kralja Stefana, sina Vukana Nemanjića koji je sagradio manastir Moraču 1252. g. Nikšin unuk Gojak je došao u sukob s banom Ugrenom koji je upravljao Nikšićkom Župom, pa je posle ubojstva bana Ugrena pobjegao u današnja Rovca i nastanio se na desnoj strani Mrtvice, u blizini njenog utoka u rijeku Moraču. Gojak je tu osnovao porodicu i prema rovačkom predanju imao je 4 sina: Bulata, Vlaha, Šćepana i Srezoja od kojih su se formirala današnja velika rovačka bratstva: Bulatovići, Vlahovići, Šćepanovići i Srezojevići. 
Druga veća skupina Rovčana su potomci kneza Bogdana Lješnjanina koji je iz Čeva, zbog krvne osvete, prvo preselio u selo Liješnje – Lješanska nahija, a potom i tamo pao na krv i ponovo se seli u današnja Rovca (selo Liješnje, koje se do onda zvalo Brezno). To je bilo negdje u prvoj polovini XIV stoljeća, prije dolaska Turaka u ove krajeve.

## Povijest
Rovčani, kao susjedi samostan Morače, smatrali su svojom obavezom da brane samostan od nasrtaja turskih haračlija i zulumćara. Zabilježeno je nekoliko njihovih bojeva oko samostana, a posebno onaj 1770. godine kada su posjekli Alja-bega i još njegovih 12 haračlija i potom ih bacili niz slap Svetigore u Moraču. 
Rovčani, kao i Moračani, već u XVII vijeku počinju borbu protiv Turaka, i pod uticajem cetinjskih vladika uključuju se u opštu borbu Brđana i Crnogoraca protiv osvajača. Također idu u pomoć i okolnim brdskim plemenima a najpoznatiji događaj je kad su 1774. godine spasili Kuče-Drekaloviće sigurne pogibije pa ih doveli u Rovca, gdje su ostali punih 7 godina. Rovčani učestvuju u svim većim bojevima s Turcima i postaju jedno od najratobornijih brdskih plemena. 
Zbog prenaseljenosti i oskudice, Rovčani su se selili u svim pravcima, od Bosne, Hercegovine, preko Srbije do Kosova i Metohije. Tokom stoljetnog raseljavanja često su mijenjali prezimena ali krsnu slavu, Svetog Luku, nisu nikada.

## Rovačka bratstva – potomstvo Gojaka Nikšina

### BratstvoBulatovića
Bratstvo Bulatovića potiče od Bulata, sina Gojakova. Bulat Gojakov se naselio u selo Gornja Rovca, u zaselak Grablje. Bulat je imao sina Vuksana, kneza rovačke nahije koji je upisan u hercegovačkom tefteru 1477. godine. Svi Bulatovići potiču od Batrića i Bogića (Vuksanovi sinovi). Batrićeve potomke zovu Gornjorovčani ili Batrićevci, a Bogićeve potomke zovu Cerovčani ili Bogićevići. Batrić Vuksanov imao je četiri sina: Dragića, Ilijana, Dragišu i Vuka.
Od Dragiše Batrićevog potječu: Sekulići, Tomići, Vučelići i Savići.
Od Ilijana Batrićevog potječu: Ivanovići, Minići, Noveljići, Radivojevići, Radulovići, Bogdanovići, Milijići, Todorići i Išići. Od Minića su Ogranci Dminići, Niketići i Toškovići.
Od Dragića Batrićevog su Mrtvodubočani: Nenadići, Bajovići, Pešići, Zrnovići, Đurkovići i Boškovići. Od Boškovića su Đokići, Lakićevići i Đurkovići. 
Od Vuka Batrićevog su Bulatovići u Kučima. Od njih su Tripkovići, Tokovići, Tomaševići, Todići, Klikovići, Budinići, Bolandžići, Bojanovići, Radunovići i Otaševići.
Od Bogića Vuksanovog su ogranci: Đurovići, Golubovići, Laketići, Tapuškovići, Ćetkovići, Todorovići, Radojičići i Savići. Od Đurovića su Đinđići. Od Golubovića su Adžići i Ćatovići. Od Laketića su Redžići. Od Tapuškovića su Purenovići i Puškovići. Od Todorovića su Radojevići.
Postoji još rodova koji su poreklom od Bulatovića: Baščarevići, Barudžije, Veljovići (ogranak Stajovića iz Mrtvog Dubokog), Veličkovići (ogranak Stajovića), Dacići, Došljaci (ogranak Stajovića), Ćalovići, Đurašinovići (Radoičići i Todorovići), Živkovići, Karličići (neki se prezivaju Karlice), Kljajići (od njih su Marinkovići, Markovići, Jakšići, Radivojevići), Krcalovići, Lončari, Vukovići, Maraševići (promenili slavu, slave Sv. Savu), Marićevići, Maričići, Markišići, Merdovići, Mijatovići, Mišelići, Nešovići (ogranak Stajovića), Pavićevići, Perovići (žive u Toplici i Jablanici), Pođanin (ogranak Stajovića), Radovanovići, Rovčanin, Stanišići, Tacovići (ogranak Stajovića), Ćalovići, Ćesaci, Ćućilovići, Ćupovići, Crnčevići, Čitlučani ili Čibučani, Džudovići (ogranak Stajovića), Pajovići (žive u okolini Arilja i Guče i od njih su nastala prezimena: Dimitrijevići, Jovanovići, Radonjići, Bojovići, Đokovići, Timotijevići), Bulat.

### BratstvoVlahovića
Vlahovići nose prezime po Gojakovom sinu Vlahu. Vlaho se doselio u Bogutov Do i tu formirao svoju porodicu. Imao je dva sina Bogetu i Nikolu i kćer Seniju.
Od Bogetovih sinova nastala su uža bratstva (ogranci): Vukanovići, Đuraševići, Palevići, Raičevići i Simonovići. Preseljenjem dela Bogetovih potomaka u Srbiju 1878. – 1903. nastali su novi ogranci: od Vukanovića - Božinići, od Palevića - Milovanovići, od Raičevića - Mikovići...
Od Nikolinih sinova razvili su se ogranci: Veljovići, Durovići, Đuričići, Jukovići, Markovići, Martinovići, Nicovići i Selići. Od ovih ogranaka jedan broj porodica se odselio u Srbiju i od njih su nastali novi ogranci. Od Durovića - Spasojevići, Spasići i Pajovići, od Nicovića - Sekulići. Od Muća Nikolina razvilo se pet ogranaka: Jovovići, Milajići, Milićevići, Novakovići i Pekovići. Od Jovovića razvili su se Lakićevići. Od Pekovića nastali su ogranci Vuksanovići i Mitrovići. U Vasojevićima su naseljeni Bogavci koji tvrde da potječu iz Rovaca i da su ogranak Vlahovića.

### BratstvoŠćepanovića
Bratstvo Šćepanovića je dobilo prezime po Šćepanu Gojakovom. Šćepan se naselio u selo Liplje, na desnoj obali Morače u blizini manastira Morača. Pošto u Lipljima nije bilo dovoljno obradive zemlje, Šćepanovi potomci se sele u Velje Duboko, u Višnje i u Međurečje. Šćepan Gojakov je imao pet sinova: Vukca (Vuka), Vlatka, Božidara, Stanišu i Radoja.
Potomstvo Staniše Radonjina deli se na ogranke: Boškovići (u Barice, Polja i Rovačko Trebaljevo), Mucovići, Radojičići. Od Boškovića su Vučetići i Dimbovići. Od Radoičića su Draškovići, Krstovići, Mišovići, Đekići i Vujinovići. Od Draškovića su Bećkovići, Vujovići, Krstići, Marićevići, Radojevići i Delimarkovići. Od Mišovića su Rovčani (n). Od Đekića su Grezići. Od Vujinovića su Milići.
Potomstvo Marka Petrova: Lazarevići i Lešperovići. Od Lazarevića su Jovanovići, Milunovići i Jokovići. Od Lešperovića su Vidići i Vaganari. Od Vidića su Milovanovići.
Potomstvo Šćepana Petrova su: Kovačevići i Gogići. Od Gogića su Gugići i Vukojičići. Od Kovačevića su: Mandići, Simonovići, Penjajići, Bojovići, Veljovići i Rupovići. Od Mandića su Puletići i Božovići. Grabljani su Šćepanovići iz Strateške Gore koji se dele na sedam ogranaka.
Potomci Stanka Stamatova su: Vukovi, Ninoševići i Rakitići. Od Rakitića su Jokovići. Potomci Jezdimira Jegorijeva su tzv. Davidovići.
Potomci Puriše Ristova tzv. Šćepanovići – Purišići i od njih su: Đokići, Vesnići i Toškovići.
Postoji još rodova koji su poreklom od Šćepanovića: Bojovići (roduju se s Mutapovićima), Božovići (roduju se s Mutapovićima), Bogdanovići (roduju se s Mutapovićima), Vukašinovići (roduju se s Mutapovićima), Gojkovići (roduju se s Mutapovićima), Zubanovići, Joksimovići (rodujju se s Mutapovićima), Jokići (roduju se s Vojinovićima, Kostićima i Milićičima), Jakšići, Jakovići (potiću od Jakšića iz Višanja), Kostići (roduju se s Jokićima, Miličićima i Vujinovićima), Krasojevići (roduju se s Mutapovićima), Karovići (potiču od Kara, brata vojvode Mutapa Lazara - Jovanovići), Kezunovići (od Miličića), Mrdovići (ogranak Jakšića), Miličići, Mutapovići, Mićići (roduju se s Mutapovićima), Mulići (roduju se s Mutapovićima), Odovići, Porubovići, Stanojevići (u Viči), Stjepanovići (potiču od Mitra, brata vojvode Lazara Mutapa), Stamatovići, Čičarevići (roduju se s Perišićima, Vujovićima, Čelebićima i Boškovićima), Čelebići (ne treba ih miješati s istoimenim muslimanskim rodom u Bosni).

### BratstvoSrezojevića
Bratstvo Srezojevića je dobilo prezime po Stojanu Gojakovom, zvanom Srezoje. Ovo prezime nije nikada ozvaničeno, niti je kao takvo, bratstveničko, prezime u prošlosti postojalo, sem što su znali da su potomci Srezoja Gojakova. 
Srezoje je imao četiri sina: Radonju, Radiča, Luku i Vukaša. Po knezu Ivanišu Radonjinom, Srezojevići koji su se odselili u Popovo i Poljicu dobivaju prezime Ivanišević. Od roda Ivaniševića razvili su se ogranci Lipave, Mostarici, Seteničići, Gligići, Runde, Milići, Čolak i drugi... 
Od Neneza Srezojevića su Jovanovići, Ilinčići, Markovići. Od Jovanovića je nastalo bratstvo Maksimovići. Od Maksimovića su Popovići (u Kolašinu), Novakovići (u Lipovu). Ogranci Ilinčića su Nikići i Mijatovići. Od Mijatovića su nastali Vulovići, Mišovići i Novići.
Potomstvo kneza Bogdana Vojinića (Lješnjanina):
Knez Bogdan Lješnjanin se prvo doselio s Čeva u Lješansku nahiju pa onda u Rovca. Imao je četiri sina od kojih su se razvila bratstva: Vukovići, Jankovići, Jokovići, Jovovići, Perišići i Bukilići. Bratstvo Radulovići kažu da potječu od onih Radulovića iz Komana (Katunska nahija).

## Ostala bratstva u Rovcima
Radovići (davno doseljeni iz Morače, Mioska), Pižurice su podrijetlom iz Kuča, od Drekalovića, doseljeni u Rovca (Velje Duboko) u 17. stoljeću. Janjuševići su iz Ozrinića, a daljnje podrijetlo iz Banjana, Radmanovići su iz Zagarača, Miletići su po nekima starosjedioci, a po nekima doseljenici iz Bjelopoavlića, Sinđići (starosjedioci), Dmitrići (starosjedioci), Petričići (iz Katunske nahije), Kovačevići iz Bjelopavlića, Jukići iz Bosne i Tatići.